# Óra (időegység)
Az óra (jelölése: ó vagy h) az idő számításának egyik alapegysége. Nem SI-egység, de használatát az SI megengedi.

## Definíció
A modern használat szerint egy óra az idő mértékegysége. 1 óra megegyezik 60 perccel, illetve 3600 másodperccel. Egy földi nap hosszának kb. 1/24-ed része.

## Történet
Az órát már az ókori civilizációk (például Egyiptom, Sumer, India, Kína) is definiálták, vagy a napkeltétől napnyugtáig terjedő időszak (nappal) 1/12-ed, vagy az egész nap 1/24-ed részeként. A felosztás minden említett civilizációban a széles körben elterjedt tizenkettes számrendszert tükrözte (ami a hüvelykujjal az ugyanazon a kézen levő többi ujj ízületeit számolta végig) valamint az analógiát a különböző rendszerek között (12 hónap, 12 állatövi jegy, 12 fő irány az iránytűn).
Az óra definíciói között a korai időkkel kezdve ilyeneket találhatunk:
- A napkeltétől napnyugtáig terjedő időszak 1/12-e. Következésképpen a nyári órák hosszabbak voltak a téli óráknál, és hosszuk a földrajzi szélességgel is változott. Sőt kis mértékben a helyi időjárástól is függött (a Föld atmoszférájának változó törésmutatója miatt). Az egyiptomiak, rómaiak, görögök, kínaiak és japánok is használták ezt a definíciót.
- Egyiptomban a napnyugtától napkeltéig tartó időszakot úgyszintén 12 órára osztották. Az éjszakai órák nyáron rövidebbek, télen hosszabbak voltak, mint a nappaliak, és egyébként hasonló okból változékonyak voltak, mint a nappali órák.
- A görögök és rómaiak az éjszakát eleinte három vagy négy órára osztották, de később ők is 12-re. Amikor a későbbi korokban ilyen időt mutatott egy óra, akkor annak a periódusidejét minden reggel és este át kellett állítani (például az inga hosszának állításával).
- a szoláris nap 1/24-ed része (déltől délig, vagy naplementétől naplementéig). Ez az óra már keveset változott, ahogy a szoláris nap változik az év során. Az ilyen időt mutató órát havonta néhányszor kellett csak állítani.
- a közepes szoláris nap 1/24-ed része. Az ezt mutató órát lényegében sohasem kell állítani. Mégis, ahogy a Föld forgásának lassulását észlelték, ezt a definíciót is feladták (ld. szökőmásodperc).

## Az órák számozása
Az egyes órák számozása együtt változott, fejlődött az óra definíciójának fejlődésével:
- az ókori és középkori kultúrákban – ahol az éjszaka és a nappal közötti különbségtétel sokkal fontosabb volt, mint később a mesterséges fényt használó kultúrákban – az órák számozása a napfelkeltével kezdődött. A napfelkelte volt az első óra kezdete, a dél a hatodik óra végén volt és a nap pontosan a tizenkettedik óra végén ment le.
- Az ún itáliai időben az első óra naplementekor kezdődött (vagy a szürkület végén, azaz fél órával később, a helyi szokásnak megfelelően). Az órákat 0-tól 23-ig számozták. Például Luganóban decemberben a Nap 14:46 körül kelt fel és 19:23 körül volt dél, júniusban pedig 7:51-kor kelt, 15:55-kor volt dél. A naplemente mindig 24:00-kor volt. Az óráknak ez a számozása lehetővé tette, hogy mindenki könnyen leolvashassa az óráról, mennyi ideje van a munka befejezésére, mielőtt mesterséges fényt kellene használnia. Ezt a rendszert Itáliában vezették be a 14. században és a 18. század közepéig alkalmazták, néhány helyen a 19. század közepéig. Lengyelországban és Csehországban szintén használták a 17. századig. [forrás?]
- A modern 12 órás rendszerben az órák számozása éjfélkor kezdődik és délben újrakezdődik (a számozás: 12, 1, 2, …, 11). A dél helyi idő szerint mindig 12 óra körül van, legfeljebb negyed óra eltéréssel előre vagy hátra. Az eltérést a Föld pályájának elliptikus alakja (változó pálya menti sebessége) és a forgástengely ferdesége okozza. Napéjegyenlőségkor a Nap kb. reggel 6-kor kel és este 6-kor nyugszik.
- A modern 24 órás rendszerben a számozás éjfélkor kezdődik és éjfélig tart (0, 1, 2, …, 23). A Nap 12 körül delel (ugyanazzal a negyedórás ingadozással). Napéjegyenlőségkor a Nap 6 óra körül kel és 18 óra körül nyugszik.

A napkelte és napnyugta sokkal feltűnőbb jelenségei a napnak, mint a dél vagy az éjfél, az órákat ekkor kezdeni számolni a legtöbb társadalom emberének sokkal könnyebb volt, mint délben vagy éjfélkor. A modern csillagászati berendezésekkel és az időjelek sugárzásával ez a szempont kevésbé lényeges.
A napórák gyakran mutatják az óra hosszát, és néhányuk a régi definíciókat alkalmazza.